# Раду VII Паисий
Раду VII Паисий (на румънски: Radu Paisie) е княз на Влашко за кратко през 1534 г. и отново през 1535 – 1545 г.

## Произход
Роден около 1500 г., но с не докрай изяснен произход. Според някои историци той е син на Раду IV Велики от брака му с Каталина Църноевич, според други е обикновен член на болярския съвет, с одобрението на който се издигат влашките князе.
Смята се, че рожденото му име е Петру и че е свързан с областта Арджеш в Мунтения. Известно е също, че има сестра Кърстина. 

## Управление
През 1534 г. болярски заговор срещу тогавашния княз Влад VIII Винтила опитва да качи Раду на трона, но само за два месеца Винтила се разправя жестоко със съзаклятниците и си връща властта. Раду влиза в манастира в Куртя де Арджеш, според някои историци е принуден да го направи от Влад Винтила след неуспешния опит за преврат. Така или иначе в манастира той е игумен Паисий. След убийството на Влад Винтила през юни 1535 г. Раду най-после сяда на трона и управлява в следващите десет години.
През февруари 1545 властта му е отнета и той е екскортиран в Османската империя, но му е позволено да запази част от богатството си. Сигурен, че отново ще спечели трона, той дарява на султан Сюлейман I сумата от 500 000 акчета и прави различни дарения на манастирите в Света гора. Въпреки това той никога не получава отново възможност да управлява Влахия, а е пратен в Египет, където и по всяка вероятност умира без да е известна точната дата.

## Семейство
Първият брак на Раду Паисий е със Стана. След смъртта на жена си влиза в манастира в Куртя де Арджеш.
Вторият му брак е с Роксандра, за чието потекло има спорове, но една от хипотезите е, че е дъщеря на Нягое I Басараб.
Неговите деца са Марко, Влад, Петрешку I Добрия, Мария, Войка и Кърстина.